# Lejkówka szarobiaława

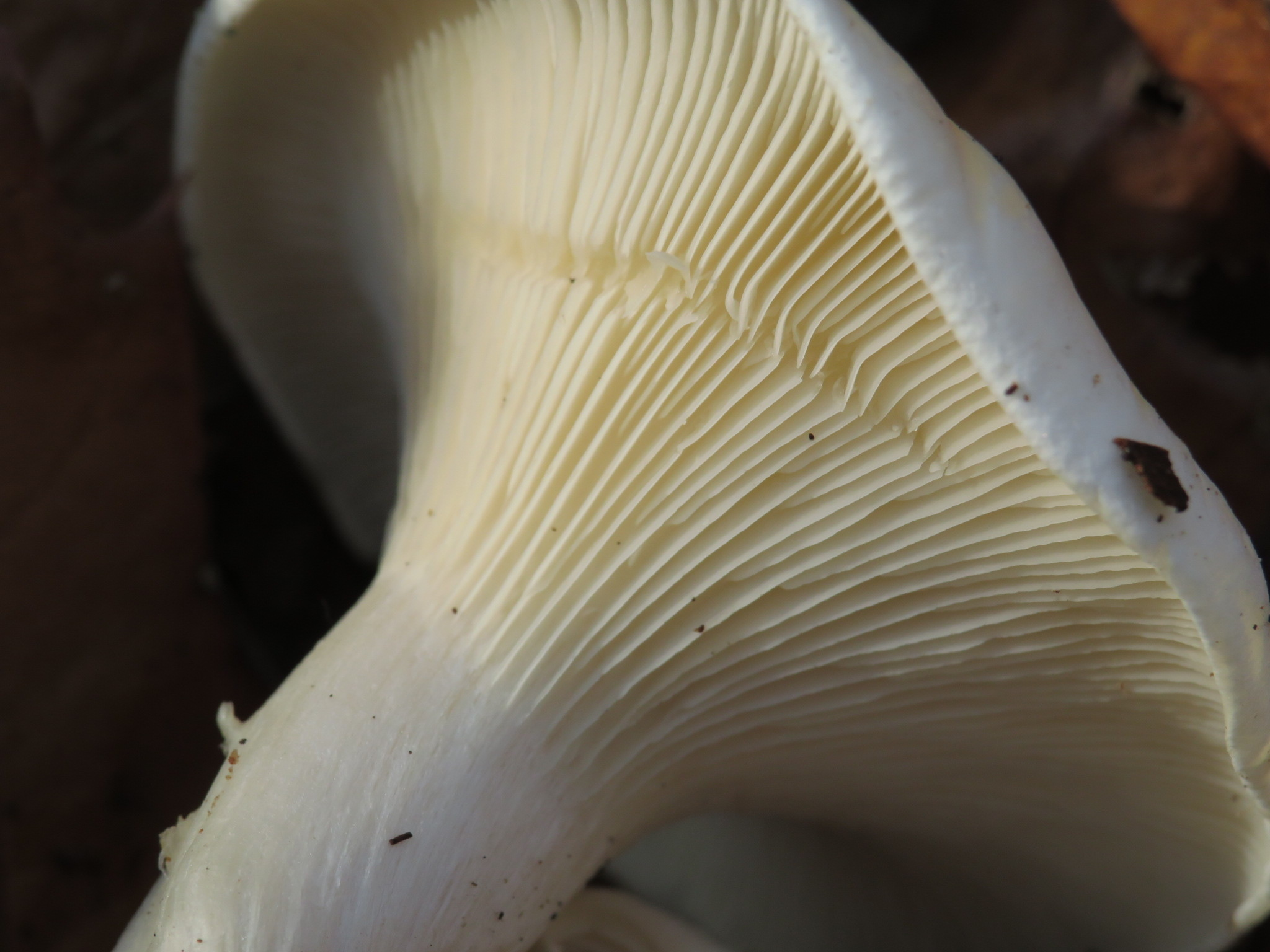

Lejkówka szarobiaława (Clitocybe robusta Peck) – gatunek grzybów z rzędu pieczarkowców (Agaricales).

## Systematyka i nazewnictwo
Pozycja w klasyfikacji według Index Fungorum: Clitocybe, Incertae sedis, Agaricales, Agaricomycetidae, Agaricomycetes, Agaricomycotina, Basidiomycota, Fungi.
Po raz pierwszy takson ten opisał w 1897 r. Charles Horton Peck. Synonim: Lepista robusta (Peck) Harmaja 1976.
Władysław Wojewoda w 2003 r. podał polską nazwę lejkówka biaława, ale w spisie treści ten sam gatunek ma nazwę lejkówka szarobiaława. Nazwa lejkówka biaława jest błędna, taką samą nazwę bowiem W. Wojewoda podaje dla innego gatunku – Clitocybe candicans. Według niektórych mykologów Clitocybe robusta to synonim
lejkówki szarawej Clitocybe nebularis (Batsch) P. Kumm.

## Morfologia
Kapelusz
Średnica 6–20 cm, początkowo wypukły, potem płaski z płytko zagłębionym środkiem, często nieregularny i zniekształcony, miękki i skórzasty, biały do brudno płowożółtego. Brzeg początkowo podwinięty.
Blaszki
Szeroko przyrośnięte lub nieco zbiegające na trzon, średnio gęte lub gęste, początkowo białawe z wiekiem blado brązowawe, z międzyblaszkami. Dają się oddzielić od kapelusza, jak u białokrowiaka (Leucopaxillus).
Trzon
Wysokość 4–15 cm, grubość do 3 cm, cylindryczny z podstawą o szerokości do 5 cm. Powierzchnia naga lub z drobnymi włóknami; biaława, przebarwiająca się na brązowo;. Podstawa z białą grzybnią.
Miąższ
Biały, gruby, nie zmieniający barwy po przekrojeniu. Często ma mdły, cuchnący zapach.
Cechy mikroskopowe
Podstawki 26–30 × 4–6 µm, maczugowate z 4-sterygmami. Cystyd brak. Zarodniki 5–9 × 3–4 µm, elipsoidalne, gładkie, w KOH szkliste, nieamyloidalne. Często przylegają do siebie dwójkami, trójkami i czwórkami. W skórce strzępki o szerokości 2,5–5 µm, gładkie, w KOH szkliste, ze sprzążkami.
Gatunki podobne
Lejkówka szarobiaława tworzy średniej wielkości owocniki z kapeluszem, który nie jest typowo lejkowaty jak u innych lejkówek, a często jest zniekształcony wskutek tego, że owocniki rosną w gęstych kępach. Inne cechy charakterystyczne to: bladożółty wysyp zarodników, szeroko zbiegające blaszki, gruby trzon z często bulwiastą podstawą i dość małe, gładkie zarodniki. Jest kilka podobnych gatunków, których odróżnienie może wymagać solidnych kolekcji młodych i starych okazów, wysypu zarodników i badań mikroskopowych. Lejkówka liściowa (Clitocybe phyllophila) ma cieńszy trzon i mniejsze zarodniki. Clitocybe densifolia, Clitocybe glaucocana i Clitocybe irina mają zarodniki z ornamentacją i różnokolorowe ich wysypy. Leucopaxillus albissimus jest również podobny, ale ma mączysty zapach i amyloidalne zarodniki z ornamentacją.

## Występowanie i siedlisko
Lejkówka szarobiaława występuje w Ameryce Północnej, Europie i Azji. Najwięcej stanowisk podano w USA. Jest tu szeroko rozprzestrzeniony. W Polsce do 2003 r. znane było tylko jedno stanowisko podane przez Marię Ławrynowicz w 1973 r. Według W. Wojewody częstość występowania i stopień zagrożenia tego gatunku nie są znane.
Grzyb saprotroficzny naziemny występujący w lasach liściastych i mieszanych. Owocniki tworzy w gęstych kępach latem i jesienią.